# Меріон Ревенвуд
 Меріон Рейвенвуд  (англ. Marion Ravenwood) — вигаданий персонаж, який вперше з'явився в 1981 році фільму Індіана Джонс: У пошуках втраченого ковчега. Меріон Рейвенвуд, яку зіграла Карен Аллен, входить в історію, коли Індіана Джонс відвідує її в Непалі, потребуючи її допомоги в пошуку Ковчега Заповіту за допомогою наконечника посоху Ра, який раніше належав її батьку д-р Абнеру Рейвенвуду (англ. Dr. Abner Ravenwood). Після 27 років відсутності (21 років у внутрішній хронології фільмів), персонаж повернувся в Індіані Джонс і Королівстві кришталевого черепа також у виконанні Карен Аллен.